# Список вулиць, перейменованих у зв’язку з російським вторгненням в Україну (2022)
Це список вулиць, перейменованих у зв'язку з російським вторгненням в Україну в 2022 році. Після вторгнення консалтингова група One Philosophy разом із Міністерством закордонних справ України розпочала кампанію під назвою «Вулиця Україна», яка закликає народи змінити назву вулиць, де розташоване посольство чи консульство Росії, на «Вулицю України». Міністр закордонних справ Дмитро Кулеба назвав кампанію частиною спроби «ізолювати Росію та депутінізувати світ».
Мальта відхилила прохання про перейменування вулиць. Речник місцевої ради міста Сан-Гванн на Мальті, де розташоване посольство Росії, відмовився від спроб перейменування, оскільки це змусить мешканців вулиці змінити свою адресу. Комітет із найменувань Стокгольмського муніципалітету також виступив проти закликів перейменувати вулицю біля російського посольства «Зеленський-гатан» (вулиця Зеленського). Його голова Олле Зеттерберг посилається на те, що вулиці Стокгольма зазвичай не називають на честь живої людини, і що немає «поважних причин» відкидати нинішню назву.
Внаслідок підтримки України з боку різних країн, в Україні на їх честь також перейменовано вулиці.
| Країна   | Місто                | Розташування                                  | Нова назва                                                | Дата                 | Статус     | Деталь | Довідка(и)    |
| -------- | -------------------- | --------------------------------------------- | --------------------------------------------------------- | -------------------- | ---------- | --- | ------------- |
| Албанія  | Тирана               | Руга Доніка Кастріоті (вул. Доніка Кастріоті) | Rruga Ukraine e Lirë (вул. Вільної Україна)               | 7 березня 2022 року  | Офіційний  | Вулиця проходить через посольства Росії, України, Сербії та Косово | [ 4 ] [ 5 ]   |
| Норвегія | Осло                 | Перехрестя на Drammensveien                   | Ukrainas plass (Площа України)                            | 8 березня 2022 року  | Офіційний  | Вулиця проходить біля російського посольства | [ 6 ]         |
| Литва    | Вільнюс              | Розділ Latvių gatvė                           | Ukrainos Didvyrių gatvė (вул. Героїв України)             | 10 березня 2022 року | Офіційний  | Вулиця проходить біля російського посольства | [ 7 ] [ 8 ]   |
| Латвія   | Рига                 | Ділянка вул. Антоніяс (вул. Антоніяс)         | Ukrainas neatkarības iela (вул. Української Незалежності) | 10 березня 2022 року | Офіційний  | Вулиця проходить біля російського посольства | [ 9 ] [ 8 ]   |
| Канада   | Торонто              | Ділянка проспекту Сент-Клер                   | Free Ukraine Square Площа Вільної України                 | 20 березня 2022 року | Почесний   | Вулиця проходить біля російського консульства | [ 10 ]        |
| Чехія    | Прага                | Коруновацький розділ (Коронація)              | Ukrainských hrdinů (Українських героїв)                   | 24 березня 2022 року | Офіційний  | Вулиця проходить біля російського посольства | [ 11 ]        |
| Чехія    | Прага                | Міст між Прагою 6 і Прагою 7                  | Most Vitalije Skakuna (Міст Віталія Скакуна)              | 24 березня 2022 року | Офіційний  | | [ 11 ]        |
| Іспанія  | Фуентес де Андалусія | Різні                                         | Різні                                                     | 10 квітня 2022 року  | Тимчасовий | На два тижні місто перейменовують на Ucrania (Україна). Шістнадцять вулиць і площ перейменовані на українські міста, зокрема Київ, Маріуполь, Харків, Херсон та Одеса, а також інші райони, які переживають конфлікти. | [ 12 ] [ 13 ] |
| Україна  | Фонтанка             | вулиця Маяковського                           | Вулиця Бориса Джонсона                                    | Ще не перейменовано  | План       | Названа на честь Бориса Джонсона, прем’єр-міністра Сполученого Королівства, за його та допомогу Сполученого Королівства Україні під час російського вторгнення.                                                        | [ 3 ] [ 14 ]  |
| Польща   | Краків               | Площа перед Генеральним консульством Росії    | Площа Вільної України                                     | 13 квітня 2022 року  | Офіційний  | |               |
| Польща   | Познань              |                                               | Площа Захисників України                                  | 5 квітня 2022 року   | Офіційний  | |               |
| Польща   | Гданськ              | Неподалік від Генерального консульства Росії. | Площа Героїчного Маріуполя                                | 28 квітня 2022 року  | Офіційний  | | [ 15 ]        |
| Польща   | Гдиня                |                                               | Площа Вільної України                                     | 28 квітня 2022 року  | Офіційний  | |               |